# Anton Lander
Sven Anton Lander (* 24. April 1991 in Sundsvall) ist ein schwedischer Eishockeyspieler, der seit April 2022 beim Timrå IK aus der Svenska Hockeyligan (SHL) unter Vertrag steht und dort auf der Position des Centers spielt. Zuvor war Lander unter anderem sechs Spielzeiten in der Organisation der Edmonton Oilers aus der National Hockey League (NHL) aktiv, wo er in diesem Zeitraum insgesamt 215 Partien absolvierte.

## Karriere
Anton Lander begann seine Karriere als Eishockeyspieler in der Nachwuchsabteilung des Timrå IK, für dessen Profimannschaft er von 2007 bis 2011 in der Elitserien, der höchsten schwedischen Spielklasse, aktiv war. In seiner Zeit in Timrå wurde er zunächst im NHL Entry Draft 2009 in der zweiten Runde als insgesamt 40. Spieler von den Edmonton Oilers sowie im KHL Junior Draft 2010 in der siebten Runde als insgesamt 149. Spieler vom HK Spartak Moskau ausgewählt. Schließlich entschied sich der Center für das Angebot der Edmonton Oilers, für die er in der Saison 2011/12 sein Debüt in der National Hockey League gab. Seitdem pendelte er regelmäßig zwischen NHL-Aufgebot und den Farmteams der Oilers, den Oklahoma City Barons und später den Bakersfield Condors aus der American Hockey League.
Nachdem es ihm bis zum Sommer 2017 nicht gelungen war, sich dauerhaft in der NHL zu etablieren, kehrte er nach Europa zurück und wechselte zu Ak Bars Kasan in der Kontinentale Hockey-Liga. Mit Ak Bars gewann er 2018 den Gagarin-Pokal und wurde damit auch russischer Meister. Zu diesem Erfolg trug er im Saisonverlauf insgesamt 51 Scorerpunkte bei. Nach einer eher erfolglosen Saison 2018/19 verließ er den Klub aus Tatarstan und unterschrieb im Mai 2019 einen Vertrag bei Lokomotive Jaroslawl. In Jaroslawl blieb er zwei Jahre und absolvierte bis 2021 insgesamt 235 KHL-Partien, in denen er 60 Tore und 86 Assists erzielte. Anschließend wechselte er in die Schweiz zum EV Zug aus der National League. Zur Saison 2022/23 kehrte er in seine Heimat zum Timrå IK zurück.

### International

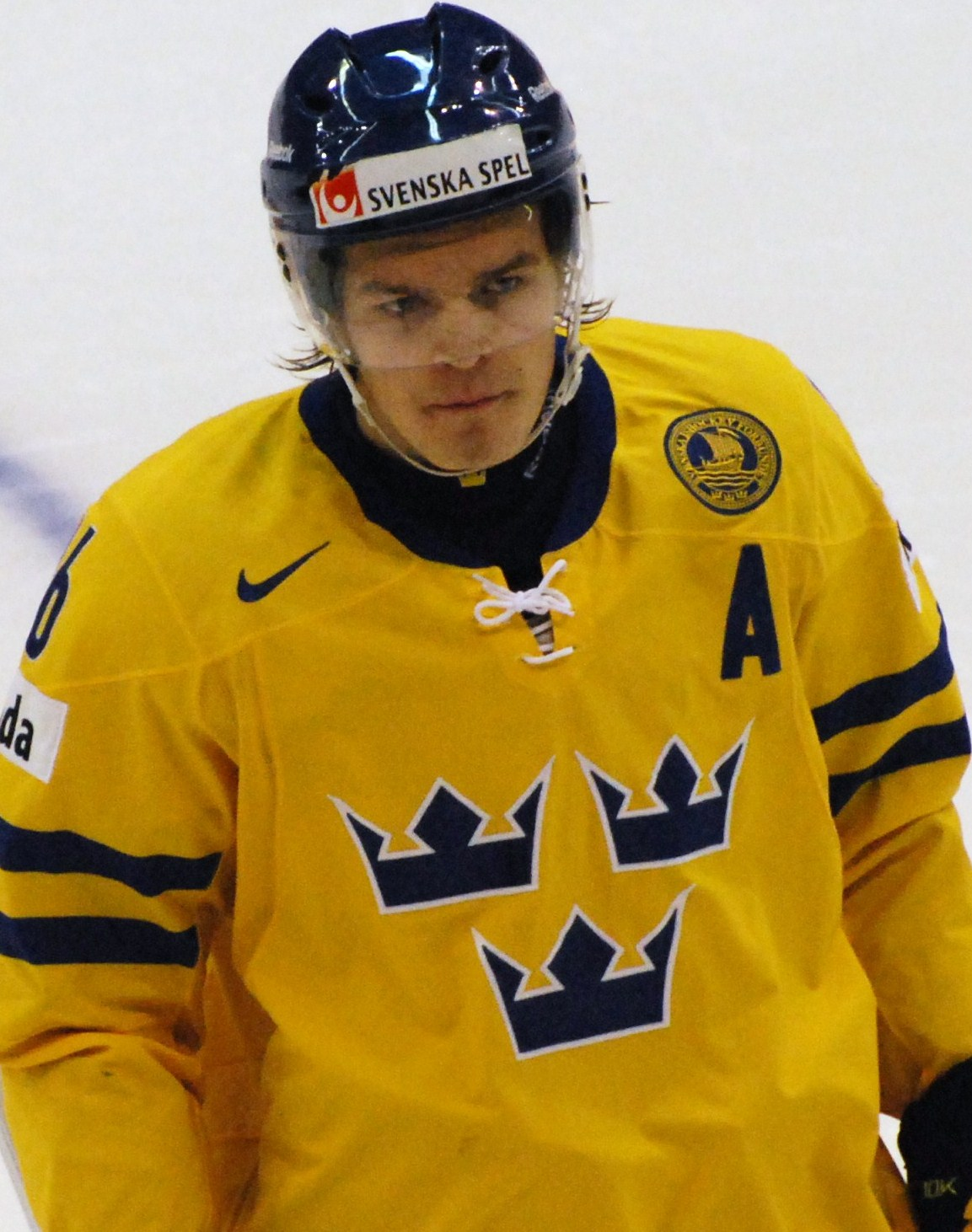
Lander im Trikot der schwedischen U20-Nationalmannschaft (2009)

Für Schweden nahm Lander im Juniorenbereich an den U18-Junioren-Weltmeisterschaften 2008 und 2009 sowie den U20-Junioren-Weltmeisterschaften 2010 und 2011 teil. Bei der U20-Weltmeisterschaft 2010 gewann er mit seiner Mannschaft die Bronzemedaille.
Bei der Weltmeisterschaft 2015 gab Lander sein Debüt in der A-Nationalmannschaft und nahm in der Folge auch an der Weltmeisterschaft 2019 teil. Anschließend stand der Stürmer drei Jahre später im schwedischen Aufgebot bei den Olympischen Winterspielen 2022 in der chinesischen Hauptstadt Peking. Dort war er gemeinsam mit Lucas Wallmark punktbester Spieler der Tre Kronor.

## Erfolge und Auszeichnungen
| - 2011 Årets junior - 2015 Teilnahme am AHL All-Star Classic - 2018 Gagarin-Pokal-Gewinn und Russischer Meister mit Ak Bars Kasan | - 2022 Schweizer Meister mit dem EV Zug - 2023 Peter Forsberg Trophy |

### International
- 2010 Bronzemedaille bei der U20-Junioren-Weltmeisterschaft

## Karrierestatistik
Stand: Ende der Saison 2024/25

### International
Vertrat Schweden bei:
| - U18-Junioren-Weltmeisterschaft 2008 - U18-Junioren-Weltmeisterschaft 2009 - U20-Junioren-Weltmeisterschaft 2010 - U20-Junioren-Weltmeisterschaft 2011 | - Weltmeisterschaft 2015 - Olympischen Winterspielen 2018 - Weltmeisterschaft 2019 - Olympischen Winterspielen 2022 |

(Legende zur Spielerstatistik: Sp oder GP = absolvierte Spiele; T oder G = erzielte Tore; V oder A = erzielte Assists; Pkt oder Pts = erzielte Scorerpunkte; SM oder PIM = erhaltene Strafminuten; +/− = Plus/Minus-Bilanz; PP = erzielte Überzahltore; SH = erzielte Unterzahltore; GW = erzielte Siegtore; 1 Play-downs/Relegation; Kursiv: Statistik nicht vollständig)